# Парламент Малте
Парламент Малте (малт. Il-Parlament ta' Malta) је уставно законодавно тело на Малти, које се налази у Валети. Парламент је једнодоман, са демократски изабраним Представничким домом и председником Малте. По уставном закону, сви министри у влади, укључујући премијера, морају бити чланови Представничког дома.
Између 1921. и 1933. године парламент је био дводоман, састојао се од Сената као и од Законодавне скупштине.